# حمید درخشان
حمید درخشان فرکوش (زاده ۳ بهمن ۱۳۳۷ - تهران)، بازیکن سابق و سرمربی فوتبال اهل ایران است. وی سابقه بازی در باشگاه فوتبال پرسپولیس و تیم ملی فوتبال ایران را دارد.

## زندگی ورزشی
در سن هفده سالگی از تیم مزدا به پرسپولیس آمد. چهاردهم شهریور سال ۱۳۵۹ برای اولین بار پیراهن تیم ملی را مقابل امارات بر تن کرد. بازیگردان اصلی ایران در جام ملت‌های ۱۹۸۴ بود و در سال بعد به عنوان بازیکن سال ایران انتخاب شد. او جزو ۱۴ نفری بود که در سال ۶۵ و هنگام بازی‌های آسیایی ۱۹۸۶ در اعتراض به کادر فنی تیم ملی، از این تیم استعفا داد. پس از این استعفا او شش ماه از حضور در میدان‌ها محروم شد. پس از این اتفاق در سال ۱۳۶۵ زمانی که بیست و هشت ساله بود، پس از ده سال حضور، از پرسپولیس جدا شد و به لیگ قطر رفت. او چهار سال از تیم ملی دور بود و در تیرماه سال ۱۳۶۹ با حضور علی پروین به تیم ملی برگشت. در سال ۱۳۷۰ و در سن سی و سه سالگی، پس از پنج سال بازی در قطر به پرسپولیس بازگشت و چند ماه در پرسپولیس بازی کرد ولی در دی ماه ۱۳۷۰ مجدداً مورد توجه باشگاه‌های قطری قرار گرفت و به السد قطر پیوست. پس از یک فصل بازی در این تیم، در آبان ۱۳۷۱ مجدداً به پرسپولیس بازگشت و بار دیگر به تیم ملی فوتبال ایران دعوت شد. در سال ۱۳۷۲ و در سن سی و پنج سالگی از فوتبال ملّی خداحافظی کرد و در سال ۱۳۷۳ فوتبال را کنار گذاشت.

## دوران مربی‌گری
حمید درخشان سرمربی‌گری را از تیم باشگاه فوتبال پرسپولیس تهران در سال ۱۳۷۳ شروع کرد، با آمدن یورگن گده در بهمن ۱۳۷۳ دستیاری او را نپذیرفت و از تیم جدا شد. در سال ۱۳۷۴ به پرسپولیس برگشت و دستیار استانکو پوکله پوویچ شد. با رفتن استانکو در سال ۱۳۷۶ به‌طور موقت هشت ماه هدایت تیم را برعهده گرفت، ولی به دنبال آمدن ایوان متکوویچ دوباره دستیار سرمربی شد و تا مهر ۱۳۷۷ و بازگشت علی پروین در این سمت فعالیت کرد. وی از سال ۱۳۸۰ تا ۱۳۸۱ سرمربی تیم ملی فوتبال زیر ۲۰ سال ایران بود، او در سال ۱۳۸۱ تا ۱۳۸۲ سرمربی تیم‌های سرخپوشان و هما شد، پس از چند سال وقفه و در سال ۱۳۸۸ به تیم پیکان رفت و هدایت این تیم را به عهده گرفت اما در یک سال یعنی در سال ۱۳۸۹ به تیم شهرداری تبریز رفت، وی از اوایل تیر تا مهر ۱۳۹۰ سرمربی باشگاه فوتبال شاهین بوشهر بود. او مجدداً برای ۵ بازی به شاهین برگشت و در تاریخ ۱۵ فروردین ۱۳۹۱ مجدداً استعفا کرد. درخشان در تاریخ ۱۹ شهریور سال ۱۳۹۳ پس از برکناری علی دایی از سرمربیگری پرسپولیس به پرسپولیس بازگشت و در تاریخ ۱۶ فروردین ۱۳۹۴ از سمت خود استعفا کرد.
در تاریخ ۳ فروردین ۱۳۹۵ وی به سمت سرمربیگری تیم فوتبال دسته اولی خونه به خونه بابل برگزیده شد که در این تیم نیز کاری را از پیش نبرد و موفقیتی کسب نکرد و باعث سقوط چند پله‌ای این تیم شمالی شد.
در سال ۱۳۹۶ او به سرمربیگری نفت تهران برگزیده شد و جایگزین علی کریمی سرمربی وقت نفت شد. اما پس از آن به علت تعویض شدن مالک باشگاه و با اعلام وی، درخشان برکنار شد.
تا تاریخ ۲۵ اوت ۲۰۱۷
| تیم            | از           | تا           | نتایج | نتایج | نتایج | نتایج | نتایج  | نتایج  | نتایج    | نتایج |
| تیم            | از           | تا           | بازی  | برد   | مساوی | باخت  | برد %  | گل زده | گل خورده | +/-   |
| -------------- | ------------ | ------------ | ----- | ----- | ----- | ----- | ------ | ------ | -------- | ----- |
| پرسپولیس       | ژوئیه ۱۹۹۴   | ژانویه ۱۹۹۵  | ۳۳    | ۱۶    | ۱۰    | ۷     | ۴۸٫۴۸٪ | ۱۰۴    | ۶۸       | +۳۶   |
| نوجوانان ایران | مارس ۲۰۰۰    | ژانویه ۲۰۰۱  | ۱۳    | ۹     | ۰     | ۴     | ۶۹٫۲۳٪ | ۴۱     | ۱۰       | +۳۱   |
| پیکان تهران    | ژوئیه ۲۰۰۹   | ژوئیه ۲۰۱۰   | ۳۵    | ۹     | ۱۵    | ۱۱    | ۲۵٫۷۱٪ | ۴۱     | ۴۵       | –۴    |
| شهرداری تبریز  | اکتبر ۲۰۱۰   | ژوئیه ۲۰۱۱   | ۳۴    | ۸     | ۱۳    | ۱۳    | ۲۳٫۵۲٪ | ۴۵     | ۵۳       | –۸    |
| شاهین بوشهر    | ژوئیه ۲۰۱۱   | اکتبر ۲۰۱۱   | ۹     | ۲     | ۴     | ۳     | ۲۲٫۲۲٪ | ۹      | ۶        | +۳    |
| شاهین بوشهر    | فوریه ۲۰۱۲   | آوریل ۲۰۱۲   | ۴     | ۰     | ۳     | ۱     | ۰۰٫۰۰٪ | ۱      | ۲        | –۱    |
| داماش گیلان    | سپتامبر ۲۰۱۲ | مارس ۲۰۱۳    | ۲۲    | ۶     | ۹     | ۷     | ۲۷٫۲۷٪ | ۲۳     | ۲۴       | –۱    |
| پرسپولیس       | سپتامبر ۲۰۱۴ | آوریل ۲۰۱۵   | ۲۴    | ۸     | ۷     | ۹     | ۳۳٫۳۳٪ | ۲۷     | ۲۶       | +۱    |
| خونه به خونه   | مارس ۲۰۱۶    | آوریل ۲۰۱۶   | ۵     | ۰     | ۴     | ۱     | ۰۰٫۰۰٪ | ۳      | ۳        | ۰     |
| نفت تهران      | ژوئیه ۲۰۱۷   | سپتامبر ۲۰۱۷ | ۶     | ۱     | ۲     | ۳     | ۱۶٫۶۶٪ | ۵      | ۱۲       | –۶    |
| مجموع          | مجموع        | مجموع        | ۱۸۲   | ۵۹    | ۶۵    | ۵۸    | ۳۳٫۳۳٪ | ۲۹۹    | ۲۴۸      | +۵۱   |

## گل‌های ملی
| # | تاریخ           | شهر                | حریف      | نتیجه |
| - | --------------- | ------------------ | --------- | ----- |
| ۱ | ۲۳ نوامبر ۱۹۸۲  | دهلی نو، هند       | کرهٔ جنوبی | ۱–۰   |
| ۲ | ۱۱ اوت ۱۹۸۴     | جاکارتا، اندونزی   | تایلند    | ۵–۰   |
| ۳ | ۲۰ سپتامبر ۱۹۸۶ | سئول، کره جنوبی    | تایلند    | ۴–۱   |
| ۴ | ۲۸ سپتامبر ۱۹۸۶ | دائجونگ، کره جنوبی | نپال      | ۶–۰   |
| ۵ | ۶ ژانویه ۱۹۹۳   | تهران، ایران       | پاکستان   | ۵–۰   |
| ۶ | ۲ ژوئیه ۱۹۹۳    | دمشق، سوریه        | عمان      | ۱–۰   |
| ۷ | ۴ ژوئیه ۱۹۹۳    | دمشق، سوریه        | تایوان    | ۶–۰   |
| ۸ | ۶ ژوئیه ۱۹۹۳    | دمشق، سوریه        | سوریه     | ۱–۱   |

## افتخارات

### به عنوان بازیکن

#### باشگاهی
پرسپولیس
- لیگ استان تهران (۳): ۱۹۸۳، ۱۹۸۵، ۱۹۸۷
- جام در جام آسیا (۱): ۱۹۹۰

#### ملی
ایران
- جام ملت‌های آسیا: مقام سوم ۱۹۸۰، مقام چهارم ۱۹۸۴
- جام اکو (۱): ۱۹۹۳

### به عنوان مربی

#### باشگاه
شاهین بوشهر
- نایب قهرمان جام حذفی: ۹۱–۱۳۹۰